# Дейві Купер
Дейві Купер (англ. Davie Cooper; 25 лютого 1956, Гамільтон — 23 березня 1995, Камбернолд) — шотландський футболіст, що грав на позиції нападника.
Виступав, зокрема, за клуб «Рейнджерс», а також національну збірну Шотландії, у складі якої був учасником чемпіонату світу 1986 року.

## Клубна кар'єра
У дорослому футболі дебютував 1974 року виступами за команду «Клайдбанк», у якій провів три сезони та взяв участь у 90 матчах другого та третього дивізіонів чемпіонату. Своєю грою за цю команду привернув увагу представників тренерського штабу клубу «Рейнджерс», до складу якого приєднався влітку 1977 року. Відіграв за команду з Глазго наступні дванадцять сезонів своєї ігрової кар'єри. Більшість часу, проведеного у складі «Рейнджерс», був основним гравцем атакувальної ланки команди і став з командою триразовим чемпіоном Шотландії, триразовим володарем Кубка Шотландії та восьмиразовим володарем Кубка шотландської ліги.
Протягом 1989—1994 років захищав кольори клубу «Мотервелл». У 1991 році виграв разом з ним Кубок Шотландії.
Завершив ігрову кар'єру в команді «Клайдбанк», у складі якого виступав у другому шотландському дивізіоні до лютого 1995 року.

## Виступи за збірну
12 вересня 1979 року дебютував в офіційних матчах у складі національної збірної Шотландії в товариській грі проти Перу (1:1).
У складі збірної був учасником чемпіонату світу 1986 року у Мексиці. Там він зіграв у поєдинках із Західною Німеччиною (1:2) та Уругваєм (0:0), Шотландія вилетіла з турніру після групового етапу.
Загалом протягом кар'єри у національній команді, яка тривала 12 років, провів у її формі 22 матчі, забив 6 голів.

## Смерть
22 березня 1995 року у Купера стався крововилив в мозок на стадіоні Бродвуд, де він та інші колишні футболісти Чарлі Ніколас та Томмі Крейго записували для шотландського телебачення навчальний фільм Shoot для молоді. Купер, якому було 39 років, помер у лікарні наступного день. Його похорони відбулися в парафіяльній церкві Гіллхаус, Гамільтон, 27 березня 1995 року; похований на міському кладовищі.

## Титули і досягнення
- Чемпіон Шотландії (3):

«Рейнджерс»: 1977/78, 1986/87, 1988/89
- Володар Кубка Шотландії (4):

«Рейнджерс»: 1977/78, 1978/79, 1980/81
«Мотервелл»: 1990/91
- Володар Кубка шотландської ліги (8):

«Рейнджерс»: 1977/78, 1978/79, 1981/82, 1983/84, 1984/85, 1986/87, 1987/88, 1988/89

### Індивідуальні
- Зала слави шотландського футболу (2006)[8]